# Vernonia brazzavillensis
Vernonia brazzavillensis là một loài thực vật có hoa trong họ Cúc. Loài này được Aubrév. ex Compère miêu tả khoa học đầu tiên năm 1962.